# اريك لي
اريك لي (بالإنجليزية: Eric Lee)‏ (18 أكتوبر 1922 بتشستر في المملكة المتحدة - 1 يناير 2012) هو لاعب كرة قدم بريطاني (وحمل سابقاً جنسية المملكة المتحدة لبريطانيا العظمى وأيرلندا) في مركز الدفاع، شارك في الألعاب الأولمبية الصيفية 1948. وشارك مع منتخب بريطانيا العظمى تحت 23 سنة لكرة القدم ومنتخب المملكة المتحدة الوطني لكرة القدم. أما مع النوادي، فقد لعب مع نادي تشستر سيتي.

## وصلات خارجية
- اريك لي على موقع أوليمبيديا (الإنجليزية)
- اريك لي على موقع اللجنة الأولمبية البريطانية (الإنجليزية)